# Barneveld (Wisconsin)
Pour les articles homonymes, voir Barneveld (homonymie).
Barneveld est un village du comté d'Iowa, dans l'État du Wisconsin, aux États-Unis. En 2020, il comptait une population de 1 331 habitants.

## Patrimoine
- Maison Kittleson, inscrite au registre national des lieux historiques.